# Eland (бронеавтомобіль)
Eland — легкий броньований автомобіль на базі Panhard AML. Розроблений і виготовлений для дальньої розвідки, він може бути озброєний 60-мм мінометом або 90-мм гарматою Denel. Незважаючи на легке бронювання, привід 44 робить його швидшим на рівнинній місцевості, ніж більшість броньованої техніки.
Eland був розроблений для сил оборони ПАР (SADF) в рамках першої великої програми озброєнь Південної Африки з часів Другої світової війни, прототипи якого були завершені в 1963 році. До 1991 року було побудовано 1600 примірників для власних потреб та на експорт; серед відомих іноземних операторів були Марокко і Зімбабве. Капітальний ремонт на місцях з урахуванням уроків внутрішніх операцій призвів до створення машини, здатної протистояти суворим умовам Південної Африки та високомобільному бойовому стилю SADF.

## Оператори

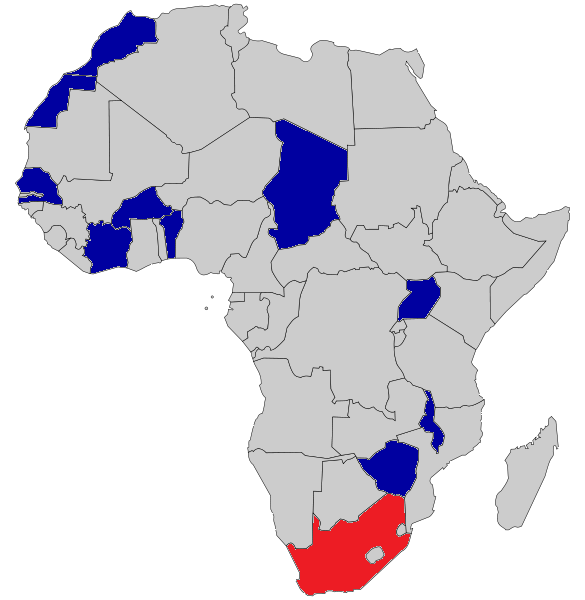
Оператори Eland, червоний — ПАР, блакитний інші

- Бенін
- Буркіна-Фасо
- Чад
- Габон
- Зімбабве
- Сенегал
- Уганда